# Antony Blinken
Antony John Blinken (16 de abril de 1962) é um oficial do governo americano e diplomata, que serviu como o Secretário de Estado dos Estados Unidos, no governo do presidente Joe Biden de 2021 até 2025. Ele atuou como Secretário de Estado Adjunto dos Estados Unidos de 2015 a 2017 e Assessor Adjunto de Segurança Nacional de 2013 a 2015 sob o presidente Barack Obama. Blinken atuou ainda como analista dos assuntos globais da CNN. Em 2020, foi escolhido pelo então presidente eleito Joe Biden para o cargo de chefe do Departamento de Estado.
Durante a administração Clinton, Blinken serviu no Departamento de Estado e em cargos importantes na equipe do Conselho de Segurança Nacional. Ele também foi membro sénior do Centro de Estudos Estratégicos e Internacionais (2001–2002), Diretor da Equipe Democrática do Comité de Relações Exteriores do Senado dos Estados Unidos (2002–2008) e membro da transição presidencial Obama–Biden, ativo de novembro de 2008 a janeiro de 2009. De 2009 a 2013, Blinken atuou como assistente adjunto do presidente e conselheiro de segurança nacional do vice-presidente.
No setor privado, Blinken cofundou a WestExec Advisors, uma empresa de consultoria. Ele também é sócio de uma firma de private equity e membro do Council on Foreign Relations, um centro de estudos de política externa.

## Educação e Infância
Blinken nasceu em 16 de abril de 1962 na cidade de Nova York, Nova York, filho de pais judeus Judith (Frehm) e Donald M. Blinken. Ele frequentou a Dalton School na cidade de Nova York até 1971, quando se mudou para Paris, França, onde frequentou a École Jeannine Manuel. Ele se mudou para lá com sua mãe divorciada e seu novo marido, o advogado Samuel Pisar, que sobreviveu aos campos de Auschwitz e Dachau no Holocausto.  Seus avós maternos eram judeus húngaros.
Blinken frequentou a Harvard University, onde trabalhou no The Harvard Crimson e coeditou a revista de arte semanal. Ele obteve seu JD na Columbia Law School em 1988. Após a graduação, ele exerceu a advocacia na cidade de Nova York e Paris. Durante a campanha presidencial de 1988, Blinken trabalhou com seu pai Donald na arrecadação de fundos para Michael Dukakis.

## Carreira

### Administração Bush e Clinton
Blinken ocupou cargos de alto escalão na política externa em duas administrações ao longo de duas décadas. Ele foi membro da equipe do Conselho de Segurança Nacional (NSC) de 1994 a 2001. De 1994 a 1998, Blinken foi Assistente Especial do Presidente e Diretor Sénior para Planeamento Estratégico e Diretor Sénior do NSC para Redação de Discursos. De 1999 a 2001, ele foi assistente especial do presidente e diretor sénior para assuntos europeus e canadenses.
Em 2002, Blinken foi nomeado diretor de equipe do Comité de Relações Exteriores do Senado, posição que ocupou até 2008. Ele também foi membro sénior do Centro de Estudos Estratégicos e Internacionais. Em 2008, Blinken trabalhou para a campanha presidencial de Joe Biden, e foi membro da equipe de transição presidencial Obama-Biden .
Ele apoiou a invasão do Iraque liderada pelos EUA em 2003.

### Administração Obama
De 2009 a 2013, foi vice assistente do presidente e conselheiro de segurança nacional do vice-presidente. Nesta posição, ele ajudou a elaborar a política dos EUA para o Afeganistão , Paquistão e o programa nuclear do Irão.
A 7 de novembro de 2014, o presidente Obama anunciou que nomearia Blinken para o cargo de vice-secretário, substituindo William Joseph Burns, que já estava-se aposentando. Em 16 de dezembro de 2014, Blinken foi confirmado como Secretário de Estado Adjunto pelo Senado por uma votação de 55 a 38.
Sobre a decisão de Obama de matar Osama bin Laden em 2011, Blinken disse: "Nunca vi uma decisão mais corajosa tomada por um líder". Um perfil em 2013 descreveu-o como "um dos principais atores do governo na elaboração da política para a Síria", para a qual ele atuou como um rosto público.
Blinken foi influente na formulação da resposta do governo Obama à anexação da Crimeia pela Federação Russa.

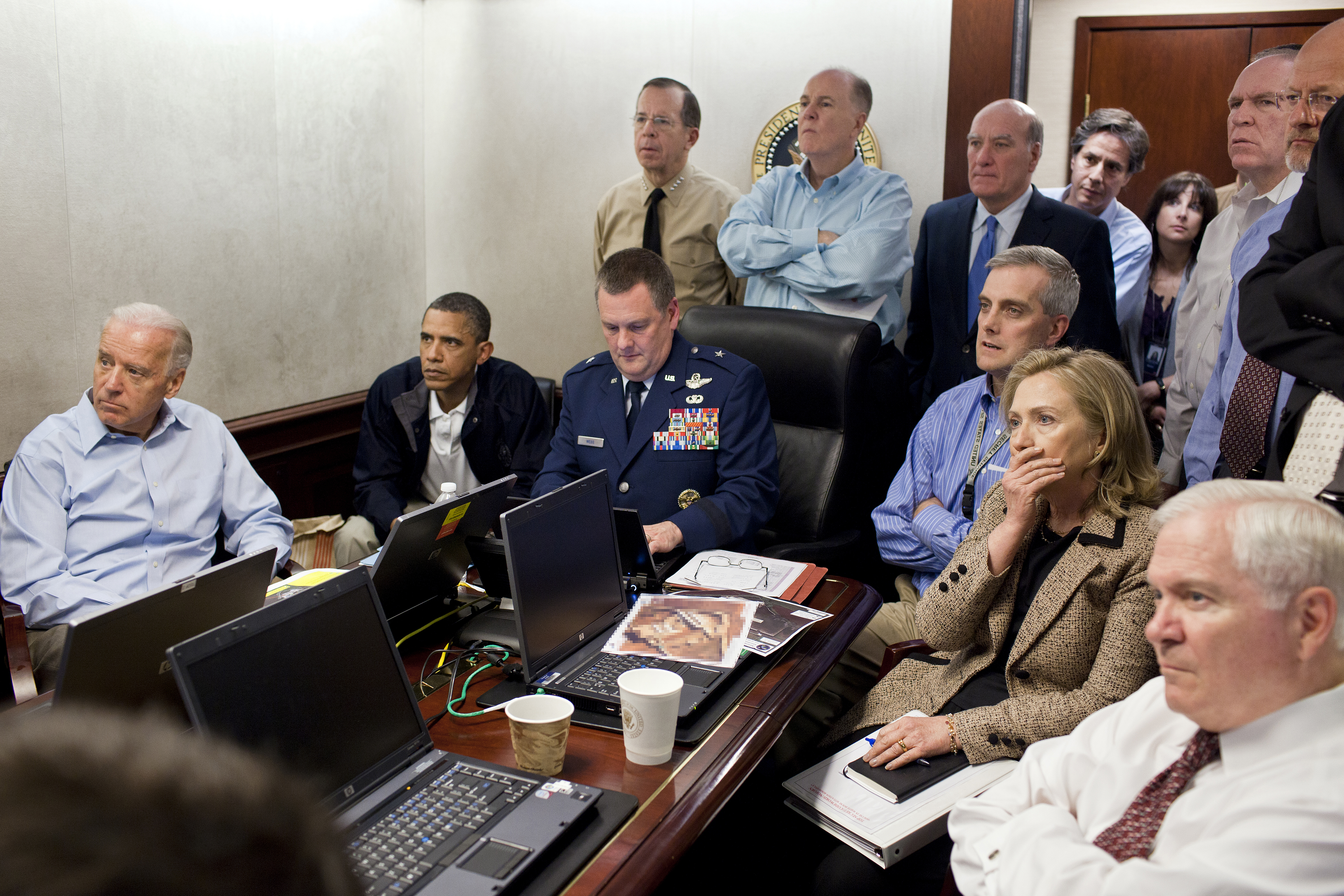
Blinken na Sala de crise da Casa Branca, em 2011, durante a Operação Lança de Neptuno, que resultou na morte do terrorista Osama bin Laden.

Blinken apoiou a intervenção militar de 2011 na Líbia e o fornecimento de armas aos rebeldes sírios.
Ele condenou a tentativa de golpe de Estado turco de 2016 e expressou o seu total apoio ao governo turco eleito democraticamente e às suas instituições.
Em abril de 2015, Blinken expressou apoio à intervenção liderada pela Arábia Saudita no Iémen. Ele disse que "Como parte desse esforço, temos acelerada de armas entregas, temos aumentado a nossa partilha de informações, e nós estabelecemos uma célula de planeamento coordenação conjunta no centro de operações da Arábia Saudita."

## Posições Politicas
Blinken descreveu a Turquia como um aliado da OTAN com o qual os Estados Unidos terão de "encontrar maneiras de trabalhar juntos de forma mais eficaz".  Em 2015, ele disse que o julgamento entre a Turquia e o YPG curdo sírio "não era nem mesmo uma questão de discussão", já que a Turquia é "um importante aliado dos EUA". Blinken defendeu que os EUA "dobrassem o apoio à luta da Turquia contra o PKK "
A 19 de novembro de 2020, Blinken expressou preocupação com relatos da escalada das tensões étnicas na região de Tigray, na Etiópia, e pediu uma resolução pacífica do conflito de Tigray.
Blinken se referiu ao Brexit como uma "bagunça total".
Blinken expressou preocupação com as contínuas violações dos direitos humanos pelo regime de El-Sisi no Egito. Ele condenou a prisão de três defensores dos direitos humanos e tweetou que "Reunir-se com diplomatas estrangeiros não é um crime. Nem é uma defesa pacífica dos direitos humanos".
Blinken caracterizou o acordo comercial do presidente Trump com a China como "um desastre". Ele expressou apoio a "laços económicos mais fortes com Taiwan ".

## Secretário de Estado

### Nomeação
Blinken foi consultor de política externa para a campanha presidencial de Biden para 2020. A 17 de junho de 2020, Blinken disse que Biden "não vincularia a assistência militar a Israel a coisas como anexação, ou a outras decisões do governo israelita das quais possamos discordar". Blinken elogiou os acordos de normalização mediados pela administração de Trump entre Israel e Bahrein e os Emirados Árabes Unidos.
A 31 de julho de 2020, Blinken discutiu a relação EUA-China e como o ex-vice-presidente Joe Biden lidaria com a política externa americana.
A 28 de outubro de 2020, Blinken disse ao Jewish Insider que um governo Biden planeia "realizar uma revisão estratégica" da relação entre os Estados Unidos e a Arábia Saudita "para se certificar de que está realmente promovendo nossos interesses e é consistente com nossos valores." Blinken disse à JI que a administração Biden "continuará com as sanções não nucleares" contra o Irão "como uma forte proteção contra o mau comportamento iraniano em outras áreas." Ele descreveu a China como um competidor dos Estados Unidos. Blinken disse que o governo Trump ajudou a China "enfraquecendo as alianças americanas, deixando um vácuo no mundo para a China preencher, abandonando nossos valores e dando luz verde à China para pisar nos direitos humanos e na democracia de Xinjiang a Hong Kong". Blinken falando sobre funcionários públicos e "a América no seu melhor" ao aceitar a sua nomeação como Secretário de Estado na administração Biden a 24 de novembro de 2020.

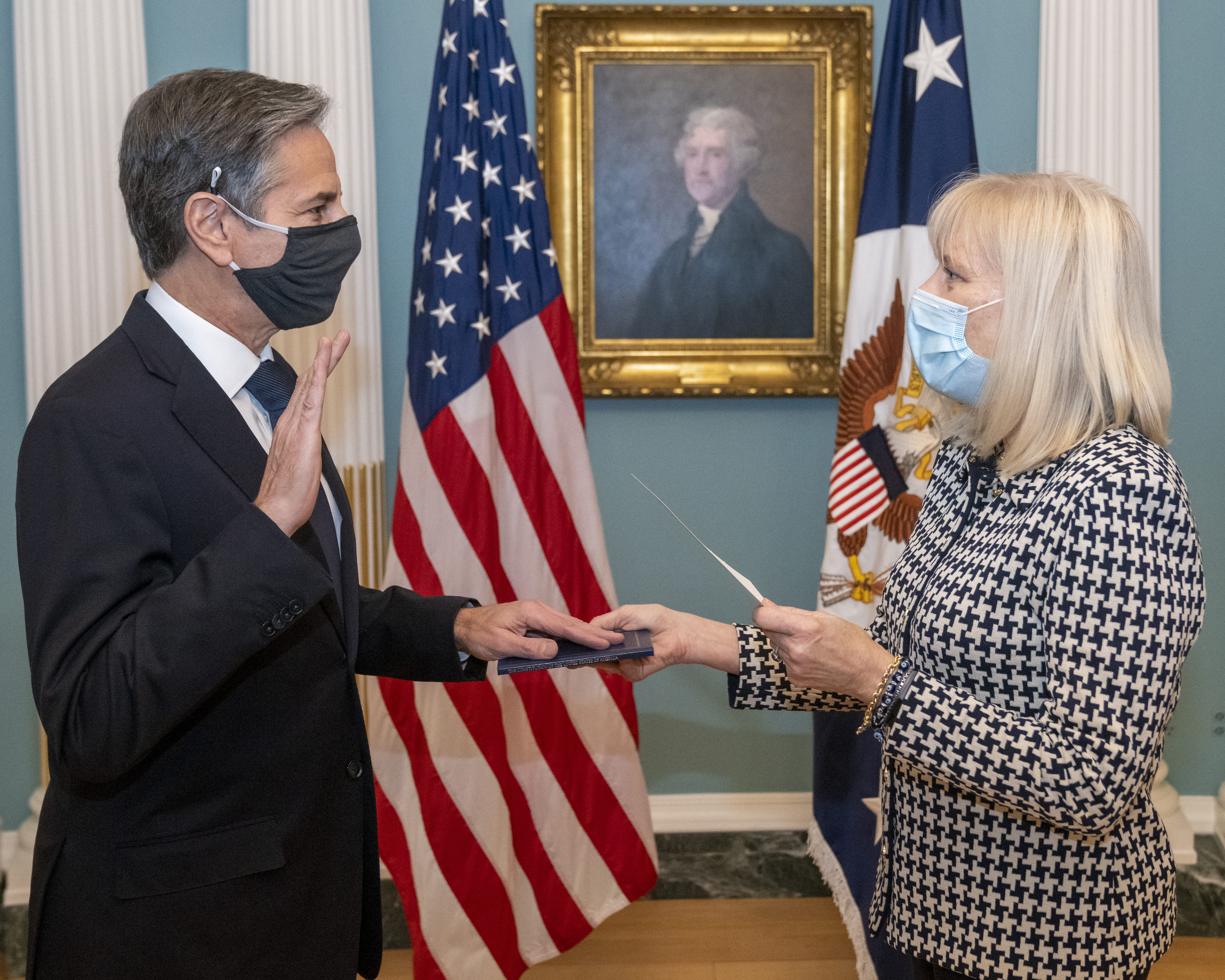
Blinken empossado como Secretário de Estado, a 26 de janeiro de 2021.

Blinken falou das diferenças que Biden tem com a Índia sobre a Caxemira e a Lei de Emenda da Cidadania, que os críticos dizem discriminar os muçulmanos.
A 22 de novembro de 2020, a Bloomberg News informou que Biden havia escolhido Blinken como seu nomeado para Secretário de Estado; esses relatórios foram posteriormente corroborados pelo The New York Times e outros meios de comunicação. A 24 de novembro de 2020, ao ser anunciado como a escolha de Biden para Secretário de Estado, Blinken afirmou que "[nós] não podemos resolver todos os problemas do mundo sozinhos" e "[nós] precisamos trabalhar com outros países ". Matt Duss escreveu em apoio à presumível nomeação de Blinken como Secretário de Estado logo após seu anúncio.

### Posse
A 7 de janeiro, o Departamento de Estado disse aos diplomatas para afirmar a vitória de Biden. A 8 de janeiro, o secretário Mike Pompeo reuniu-se com o secretário nomeado Blinken. Numa votação de 15–3, a nomeação de Blinken foi relatada pelo Comitê de Relações Exteriores do Senado a 25 de janeiro, com uma votação final marcada para 26 de janeiro. A 26 de janeiro, Blinken foi confirmado como Secretário de Estado numa votação de 78–22.  Ele foi empossado mais tarde naquele dia.
Ele disse durante as audiências de confirmação no Senado que "estamos muito longe" de voltar ao acordo nuclear com o Irão.

### Mandato

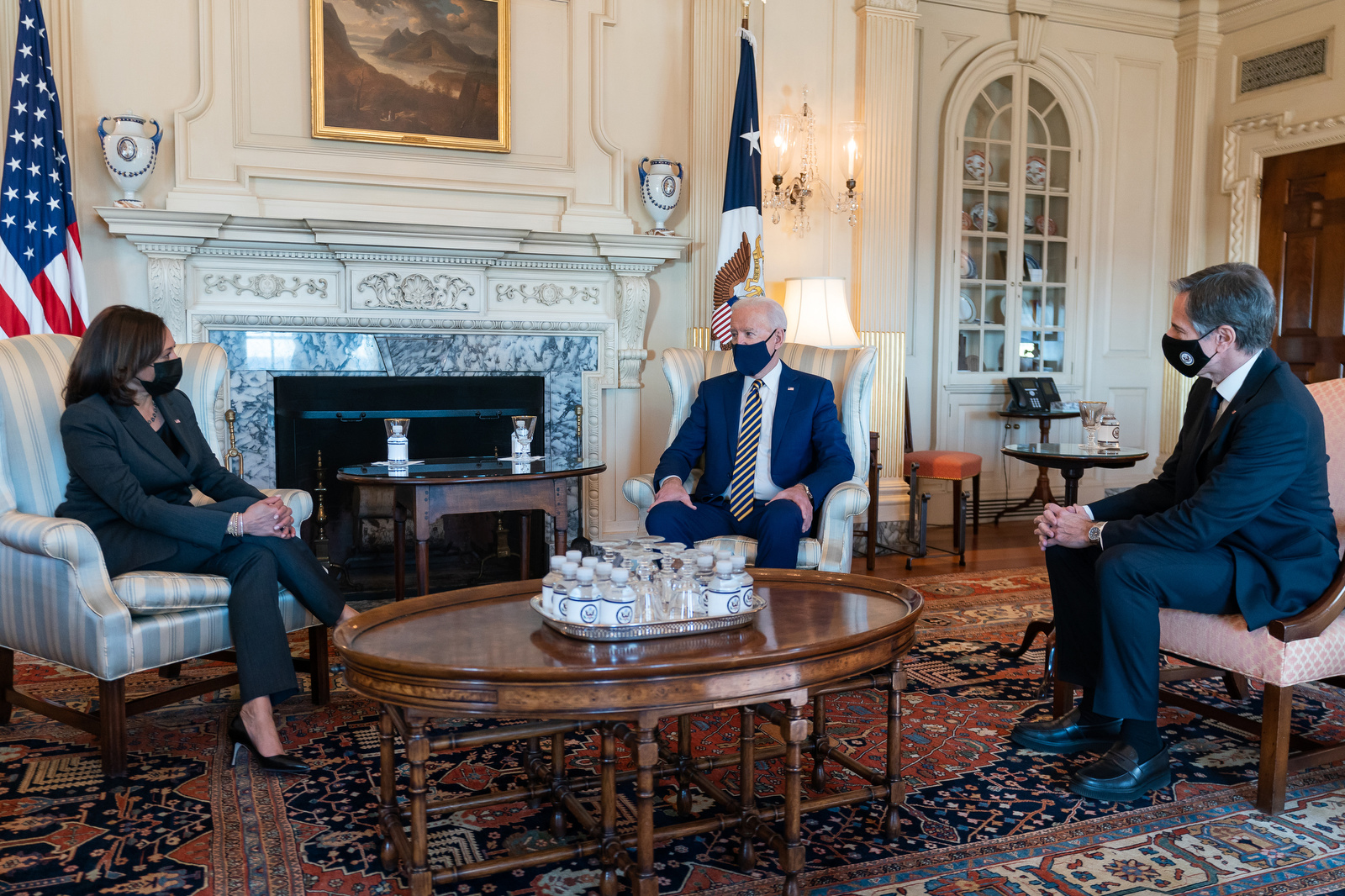
Presidente Joe Biden e a Vice Kamala Harris se encontrando com o Secretário de Estado Antony Blinken em 4 de fevereiro de 2021.

Blinken condenou o golpe de Estado de 2021 em Mianmar e pediu a libertação das autoridades detidas.
Em fevereiro de 2021, Blinken afirmou que apoiava as negociações de paz com os rebeldes do Talibã no Afeganistão, conversas essas que começaram no governo Trump.
Em março de 2021, Blinken conversou com o presidente auto-proclamado da Venezuela, Juan Guaidó, onde afirmou que o governo Biden continuaria a reconhece-lo como chefe de Estado e não Nicolás Maduro. Nesse mesmo mês, Blinken fez sua primeira viagem oficial ao estrangeiro como Secretário de Estado, indo, junto com o Secretário de Defesa Lloyd Austin até Tóquio, no Japão, e depois para Seul, na Coreia do Sul, com o propósito de fortalecer alianças regionais contra a China.